# NGC 2694
NGC 2694 је елиптична галаксија у сазвежђу Велики медвед која се налази на NGC листи објеката дубоког неба.
Деклинација објекта је + 51° 19' 57" а ректасцензија 8h 56m 59,2s. Привидна величина (магнитуда) објекта NGC 2694 износи 14,7 а фотографска магнитуда 15,7. NGC 2694 је још познат и под ознакама MCG 9-15-56, CGCG 264-34, NPM1G +51.0121, PGC 25143.